# Lagriinae
Sous-famille
Les Lagriinae sont une sous-famille d'insectes coléoptères de la famille des Tenebrionidae. 

## Genres rencontrés en Europe
- Tribu des Adeliini Hope 1840 
  - Laena Latreille 1829
- Tribu des Lagriini Fabricius 1775
  - Lagria Fabricius 1775
- Tribu des Belopini
  - Belopus Gebien 1911
- Tribu des Cossyphini
  - Cossyphus Olivier 1795
- Tribu des Cossyphodini
  - Cossyphodes Westwood 1850

Le genre Agnathus Germar 1818 est considéré appartenant aux Pyrochroidae

## Liste des genres
Selon ITIS (1 septembre 2014) :
- genre Arthromacra

Selon NCBI (1 septembre 2014) :
- genre Adelium
  - Adelium alpicola
  - Adelium calosomoides
- genre Adynata
  - Adynata brevicollis
- genre Apasis
  - Apasis puncticeps
- genre Arthromacra
  - Arthromacra amamiana
  - Arthromacra decora
- genre Blepegenes
- genre Brycopia
  - Brycopia caelioides
- genre Cardiothorax
  - Cardiothorax cordicollis
  - Cardiothorax femoratus
- genre Cerogria
  - Cerogria bryanti
  - Cerogria janthinipennis
- genre Coripera
  - Coripera deplanata
- genre Diaspirus
- genre Diemenoma
  - Diemenoma commoda
- genre Ecnolagria
- genre Epomidus
- genre Isopteron
  - Isopteron tuberculatum
- genre Lagria
  - Lagria hirta
  - Lagria villosa
- genre Licinoma
- genre Paratenetus
  - Paratenetus tropicalis
- genre Pseudolyprops
- genre Seirotrana
  - Seirotrana annulipes
- genre Yarranum